# مقاطعة أداير (أوكلاهوما)
مقاطعة أداير (بالإنجليزية: Adair County)‏ هي إحدى مقاطعات ولاية أوكلاهوما في الولايات المتحدة الأمريكية.